# Cristiano Zanetti
Pour les articles homonymes, voir Zanetti.
Cristiano Zanetti, né le 14 avril 1977 à Carrara, est un milieu de terrain évoluant à Brescia Calcio.

## Biographie
Zanetti jouait à l'Inter de Milan depuis 2001. Ses blessures fréquentes l'incitèrent à partir à la Juventus, tout juste reléguée en Serie B, à l'été 2006 pour se relancer.
Cristiano Zanetti que l'on surnomme Zanna Bianca, Martello ou encore Tampone, enchaîne les bonnes prestations depuis son arrivée à Turin, où il obtient les faveurs de l'entraîneur Claudio Ranieri.
En août 2009, il signe pour deux saisons plus une en option à l'ACF Fiorentina. Le montant du transfert est évalué à 1.4 million d'euros.
Le 31 janvier 2011, il s'engage jusqu'en juin 2012 avec la Brescia Calcio. 
Il joue son premier match en sélection lors de Japon-Italie (1-1), le 7 novembre 2001.

## Carrière
- 1993-1996 : ACF Fiorentina
- 1996-1997 : AC Venise
- 1997-1998 : AC Reggiana
- (jun) 1998- (nov) 1998 : Inter Milan
- (nov) 1998-1999 : Cagliari Calcio
- 1999-2000 : AS Rome
- 2000-2001 : AS Rome
- 2001-2006 : Inter Milan
- 2006-2009 : Juventus FC
- 2009-2011 : ACF Fiorentina
- 2011- : Brescia Calcio[2]

## Palmarès

### En club
- Champion d'Italie en 2001 avec l'AS Rome et en 2006 avec l'Inter Milan
- Vainqueur de la Coupe d'Italie en 1996 avec l'ACF Fiorentina et en 2005 avec l'Inter Milan
- Champion d'Italie de Serie B en 1994 avec l'ACF Fiorentina et en 2007 avec la Juventus Turin
- Vice-champion d'Italie en 2003 avec l'Inter Milan

### EnÉquipe d'Italie
- 17 sélections et 1 but entre 2001 et 2004